# Benjamin Kedar-Kopfstein

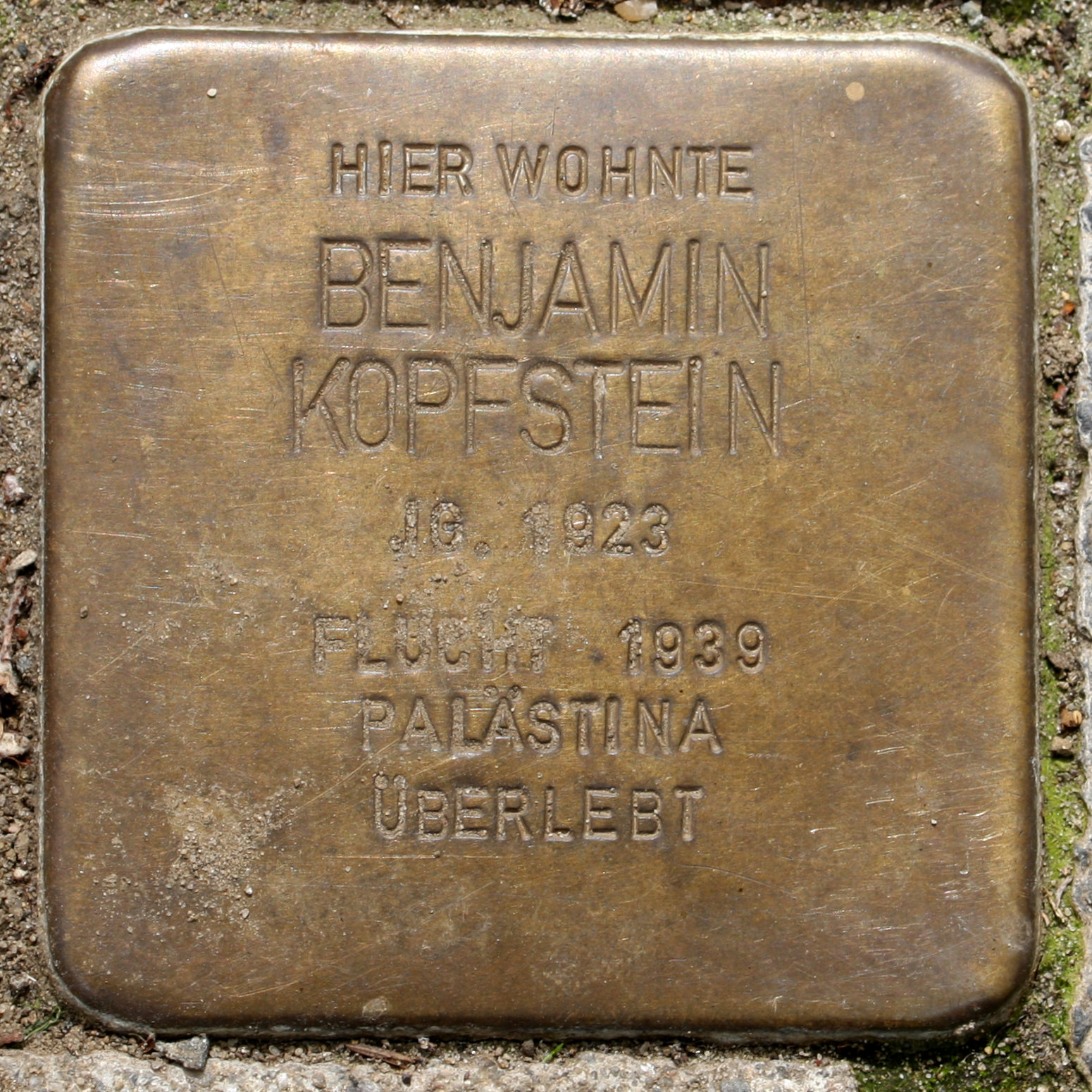
Stolperstein in Braunschweig

Benjamin Kedar-Kopfstein (geboren als Benjamin Kopfstein am 1. August 1923 in Seesen, Provinz Hannover; gestorben 2013) war ein deutschisraelischer  Philologe.

## Leben
Benjamin Kopfstein war der jüngste Sohn des Richters Felix Kopfstein und der Gertrud Eckert. Er hatte zwei Schwestern. Sein Vater wurde nach der Machtübergabe an die Nationalsozialisten 1933 aus dem Justizdienst entfernt, und seine Mutter musste als Schreibkraft die Familie ernähren. Kopfstein wuchs in Braunschweig auf und besuchte nach dem Umzug der Familie nach Berlin die Jüdische Oberschule. 1939 kam er mit einer Schwester mit einem Kindertransport in die Niederlande. Von dort gelang ihm mit der Kinder- und Jugend-Alija die Emigration nach Palästina. Seinem Vater glückte 1940 ebenfalls die Ausreise, er kam aber bei dem Anschlag auf das Schiff Patria auf der Reede von Haifa um. Seine Mutter blieb mit der körperbehinderten ältesten Tochter in Deutschland.
Kedar schloss sich zunächst einem Kibbuz an, wo er die aus Breslau stammende Bibliothekarin Margita Heymann (Miriam Kedar)  kennenlernte; sie haben zwei Kinder. Sie verließen den Kibbuz, und er wurde Polizist bei der Jewish Settlement Police in Naharija und machte nebenher das Abitur. Er studierte Philologie und arbeitete als Lehrer und nach weiterem Studium wurde er an der Hebräischen Universität Jerusalem promoviert. Er wurde Hochschullehrer für Biblische Philologie an der Universität Haifa und dort Direktor des Bibelkundigen Seminars. Im Jahr 1984 leitete er kommissarisch die Hochschule für Jüdische Studien in Heidelberg.

## Schriften (Auswahl)
- The Vulgate as a translation: some semantic and syntactical aspects of Jerome's version of the Hebrew Bible. 1968. Dissertation Hebräische Universität (englisch)
- Biblische Semantik: Eine Einführung. Mainz, Kohlhammer, 1981